# Spitalkirche (Höchstadt an der Aisch)

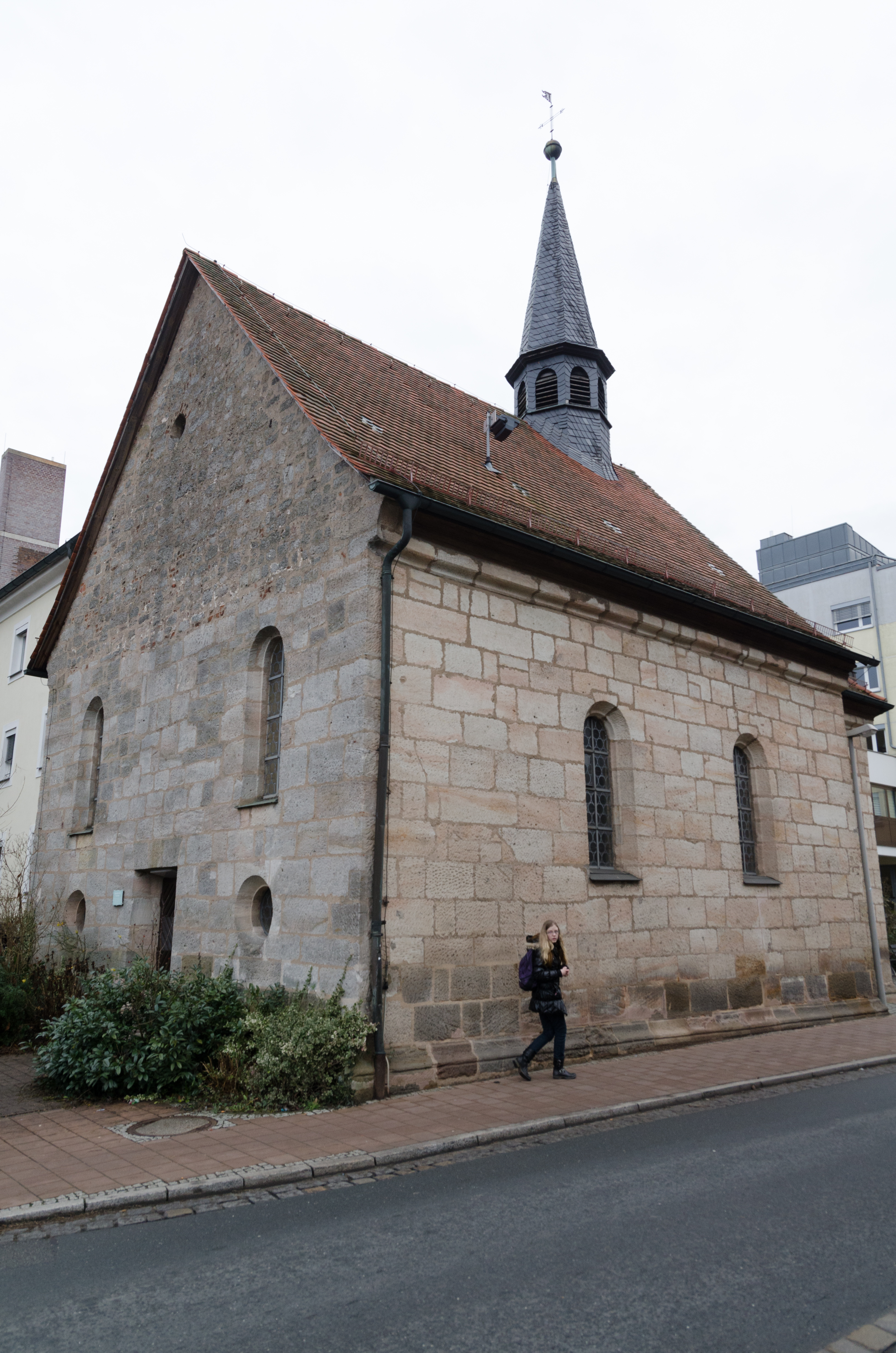
Spitalkirche (Höchstadt an der Aisch)

Die römisch-katholische, denkmalgeschützte Spitalkirche St. Anna steht in Höchstadt an der Aisch, einer Stadt im Landkreis Erlangen-Höchstadt (Mittelfranken, Bayern). Das Bauwerk ist unter der Denkmalnummer D-5-72-135-72 als Baudenkmal in der Bayerischen Denkmalliste eingetragen.

## Beschreibung
Die 1513 gebaute Saalkirche aus Quadermauerwerk wurde nach den Schäden durch die Stadtbrände von 1633 und 1668 wieder aufgebaut. Sie besteht aus einem Langhaus und einem eingezogenen Chor mit 5/8-Schluss im Osten. Aus dem Satteldach des Langhauses erhebt sich ein achteckiger, schiefergedeckter, mit einem spitzen Zeltdach bedeckter Dachreiter; hinter den Klangarkaden steht der Glockenstuhl. Der Innenraum des Langhauses ist mit einer Holzbalkendecke auf Unterzügen überspannt. Der Altar wurde um 1680 gebaut, die Kanzel um 1700. Die Orgel mit 8 Registern, einem Manual und einem Pedal wurde 1992 von Orgelbau Vleugels gebaut.